# Chiloplacus lentus
Chiloplacus lentus is een rondwormensoort. De wetenschappelijke naam van de soort is voor het eerst geldig gepubliceerd in 1900 door Maupas.